# Municipio de Alleghany (Carolina del Norte)
El municipio de Alleghany (en inglés: Alleghany Township) es un municipio ubicado en el  condado de Davidson en el estado estadounidense de Carolina del Norte. En el año 2010 tenía una población de 710 habitantes.

## Geografía
El municipio de Alleghany se encuentra ubicado en las coordenadas 35°32′30.51″N 80°7′15.4″O / 35.5418083, -80.120944.